# Asmaa Mahfouz
Asmaa Mahfouz (Arabisch: أسماء محفوظ) (Caïro, 1 februari 1985) is een Egyptisch mensenrechtenverdedigster en medeoprichter van de 6 aprilbeweging. Ze is een prominent lid van de Jeugdcoalitie van de Revolutie die opriep tot de Egyptische Revolutie met de val van president Moebarak op 11 februari 2011 tot gevolg.

## Levensloop
Mahfouz slaagde met een bachelorgraad in bedrijfskunde aan de Universiteit van Caïro. Tijdens de revolutie van 2011 werkt ze voor een computerbedrijf.
In een videoboodschap via YouTube die ze op 18 januari 2011 op Facebook zette, riep ze haar landgenoten op om op 25 januari naar het Tahrirplein te komen om hun fundamentele rechten op te eisen. De boodschap verspreidde zich over het internet en leverde haar duizenden reacties op Facebook op. Ook inspireerde ze hiermee een groot aantal landgenoten die een gelijke oproep downloadden en via Facebook en Twitter verspreidden.
Mede door haar actie en de kettingreactie die ze opriep ontstonden er op de bewuste 25 januari protesten die uitmondden in de Egyptische Revolutie van 2011 met de val van president Hosni Moebarak op 11 februari tot gevolg. Haar videobericht leverde haar doodsbedreigingen op van leden van de leidende Nationaal-Democratische Partij.
In augustus 2011 werd ze opgepakt door de Opperste Raad van de Strijdkrachten, onder beschuldiging van het belasteren van het leger op haar pagina op Facebook. Hier zou ze hebben geschreven: "Wanneer de rechterlijke macht ons niet onze rechten geeft, moet niemand verrast zijn wanneer militante groepen verschijnen en een serie moordaanslagen plegen." Volgens haar advocaat zou haar pagina echter zijn gehackt en was deze zin niet van haar afkomstig. Nadat prominente activisten druk uitgeoefend hadden, werd ze op borgtocht van £.E. 20.000,= vrijgelaten.

## Erkenning
Op 27 oktober 2011 werd Mahfouz onderscheiden met een Sacharovprijs, als een uit vijf mensen uit de Arabische wereld die een hoofdrol heeft gespeeld in de Arabische Lente. Als boegbeelden van de Egyptische Revolutie werden zij en Ahmed Maher uitgenodigd tijdens de protesten in oktober 2011 van Occupy Wall Street, die hun aanvang kenden als inspiratie op de Arabische Lente.